# 116a Brigada Mixta (Exèrcit Popular de la República)
La 116a Brigada Mixta va ser una unitat de l'Exèrcit Popular de la República que va participar en la Guerra Civil Espanyola. Pertanyent a la 25a Divisió, durant la contesa va arribar a actuar en diversos fronts.

## Historial
Al març de 1937 es va crear a Cieza una brigada amb la numeració 116a, encara que va tenir una existència curta.
El 28 d'abril de 1937 es va crear en el front d'Aragó la 116a Brigada Mixta com una unitat de la 25a Divisió del XII Cos d'Exèrcit. Estava formada per milicians anarquistes de la CNT-FAI procedents de l'antic 1.er Regiment de la divisió «Jubert», la militarització de la qual va donar lloc a la 25a Divisió. El mes de juny la brigada va participar en l'ofensiva d'Osca, aconseguint l'ocupació d'algunes posicions enemigues, si bé l'ofensiva general va fracassar.
A la fi d'agost, de cara a l'ofensiva de Saragossa, va passar a formar part de l'Agrupació «D» que manava Juan «Modesto». El 24 d'agost la unitat es va situar en la zona de Quinto per participar en el setge a Codo. n l'assalt a aquesta localitat la 116a BM va lluitar al costat de la 32a Brigada Mixta, havent d'enfrontar-se a efectius carlistes pertanyents al Terç de Montserrat. Uns dies després, el 28, va conquistar la posició de «La Núvia del Vent», punt clau per a la conquesta de Belchite.
El mes de desembre la 116a BM va ser enviada al costat de la resta de la divisió al capdavant de Terol, per a participar en una nova ofensiva republicana. Per al dia 18 es trobava combatent en el Cementiri Vell i en l'Ermita de Santa Bàrbara. L'endemà va avançar fins a situar-se a un quilòmetre del nucli urbà turolense. El 21 de desembre va aconseguir finalment ocupar el Cementiri Vell, si bé la resistència franquista continuaria durant dos dies més en les posicions de l'Ermita de Santa Bàrbara i «El Mansueto». L'1 de gener de 1938 va aconseguir, al costat de la resta de la 25a Divisió, restablir les línies republicanes després d'una contraofensiva franquista.
El 10 de març, després del començament de l'ofensiva franquista al front d'Aragó, va haver de traslladar-se precipitadament al sector d'Alcorisa i més endavant a la zona d'Andorra, localitat que perdria a les mans de les unitats franquistes. Més endavant prendria part en la campanya de Llevant. Cap al 28 d'abril la brigada es trobava situada en la zona d'Ejulve-Villarluengo, si bé amb posterioritat (12 de maig) va haver de retrocedir cap a Albocàsser. Per al 21 de juliol es trobava en la línia XYZ.
La 116a BM romandria inactiva en el front de Llevant fins al final de la guerra, el març de 1939.

## Comandaments
Comandants
- Major de milícies Jesús Boada Bayardi;
- Major de milícies Ramón Dalmau Juliá;

Comissaris
- Luis Díez Pérez d'Ayala, del PCE;
- Francisco Meroño Martínez, de la CNT;